# Eriospermum parvifolium
Eriospermum parvifolium är en sparrisväxtart som beskrevs av Nikolaus Joseph von Jacquin. Eriospermum parvifolium ingår i släktet Eriospermum och familjen sparrisväxter. Inga underarter finns listade i Catalogue of Life.